# أشكال ذوات السبيبة
أشكال ذوات السبيبة (الاسم العلمي: Bostrichiformia)، تحت رتبة من الحشرات ورتبة غمديات الأجنحة. تحتوي على إثنتان من الفصائل العليا، ذوات السبيبيات وخنافس الفطريات ذات الأسنان العنقية، التي تشمل خنافس الجلد، والهبونيات، وذوات السبيبة وغيرها